# Shihat Hama
Shihat Hama (tiếng Ả Rập: الشيحة, cũng đánh vần Shiha hoặc al-Shyha) là một ngôi làng ở phía tây bắc Syria, một phần hành chính của Tỉnh Hama, nằm ở phía tây Hama. Các địa phương gần đó bao gồm Qamhana ở phía đông bắc, Khitab ở phía bắc, Kafr al-Tun ở phía tây và Tayzin ở phía nam. Theo Cục Thống kê Trung ương Syria (CBS), Shihat Hama có dân số 3.985 trong cuộc điều tra dân số năm 2004. Cư dân của nó chủ yếu là người Hồi giáo Sunni. Vào những năm 1960, người ta đã lưu ý rằng Shihat Hama có một số túp lều hình vòm. Ngôi làng được quản lý bởi một đô thị được thành lập vào năm 1989. Các địa phương khác bao gồm trong đô thị là Maar Daftein, al-Qadiriyah và Mazraat al-Safa.